# Зицьк-Новий
Зицьк-Новий (пол. Zyck Nowy) — село в Польщі, у гміні Слубіце Плоцького повіту Мазовецького воєводства.
Населення — 102 особи (2011).
У 1975-1998 роках село належало до Плоцького воєводства.

## Демографія
Демографічна структура станом на 31 березня 2011 року:
|          | Загалом | Допрацездатний вік | Працездатний вік | Постпрацездатний вік |
| -------- | ------- | ------------------ | ---------------- | -------------------- |
| Чоловіки | 49      | 7                  | 36               | 6                    |
| Жінки    | 53      | 12                 | 25               | 16                   |
| Разом    | 102     | 19                 | 61               | 22                   |